# أمادو جاوو
أمادو جاوو (29 سبتمبر 1984 ببانجول في غامبيا - ) هو لاعب كرة قدم غامبي وسويدي في مركز الهجوم. لعب مع غيفلي ونادي إلفسبورغ ونادي يورغوردينس وIK Frej ‏ وVallentuna BK ‏.

## وصلات خارجية
- أمادو جاوو على موقع الاتحاد الأوربي (الإنجليزية)
- أمادو جاوو على موقع اتحاد السويد (السويدية)
- أمادو جاوو على موقع قاعدة بيانات كرة القدم.إي يو (الإنجليزية)
- أمادو جاوو على موقع Soccerway.com (الإنجليزية)
- أمادو جاوو على موقع عالم كرة القدم.نت (الإنجليزية)